# Antoni Gorecki
Antoni Gorecki,  född 1787 i Vilnius, död 18 september 1861 i Paris, var en polsk skald, far till målaren Tadeusz Gorecki.
Gorecki medföljde 1812 Napoleon på fälttåget till Ryssland, företog därefter långa resor, slog sig 1818 ned som lantbrukare i Litauen samt begav sig vid utbrottet av revolutionen 1830 som polsk agent till Schweiz, England och Paris, där han dog i samma sjukhus som hans landsman historikern Joachim Lelewel. 
Som patriotisk poet utbildade Gorecki sig efter Julian Ursyn Niemcewicz och författade historiska ballader och stridssånger, som på sin tid var ganska populära, till exempel Duma (visan) o generale Grabowskim (1814), Zdobycie wąwozow pod Samo-Sierra (Erövringen av bergspassen vid Samo-Sierra) och Krakowiaki ofiarowane Polkom (1816). Hans första diktsamling, Poezye Litwina (En litauers visor, 1833), efterföljdes av flera andra, den senaste 1861. En vald upplaga i två delar utkom 1886.